# Pietro Bracci
Pietro Bracci (Roma, 16 giugno 1700 – Roma, 13 febbraio 1773) è stato uno scultore italiano.
Fu uno dei massimi, se non il più grande, degli scultori del tardobarocco, dominatore del panorama scultoreo romano alla fine del XVIII secolo, noto per aver portato a termine con la sua arte la famosa Fontana di Trevi.

## Biografia
Pietro Bracci nasce a Roma il 16 giugno 1700 da Bartolomeo Cesare Bracci (scultore in legno) e da Anna Lorenzoni. Entra nella bottega di Camillo Rusconi dove lavora per 6 anni e studia la scultura di Giuseppe Bartolomeo Chiari. Nel 1721 realizza nello studio del Rusconi un crocefisso in argento su commissione del principe Boncompagni come dono nuziale al suocero, doge di Venezia. 
Nel 1724 sposa Faustina Mancini, figlia del pittore Francesco Mancini, la cui influenza deve avergli facilitato l'ingresso nella Arcadia prima e poi nell'Accademia di San Luca. Il figlio Virginio fu scultore e architetto.
Nel 1725 Bracci apre la propria bottega in Piazza Trinità dei Monti. Protetto dal cardinale Alessandro Albani, diviene il ritrattista della corte pontificia. Numerosi i busti marmorei realizzati nella sua lunga carriera. Viene ammesso, giovanissimo, all'Arcadia con il nome di pastore Elisio e successivamente nell'Accademia di San Luca di cui diventerà principe (1756). Ammesso nell'Accademia Clementina di Bologna e nella Congregazione dei Virtuosi al Pantheon, fondata da Raffaello, ove è sepolto.
Numerose sono le sue opere eseguite nel corso di una lunga carriera. Artista piacevole, solenne e virtuoso, dotato di ottima tecnica ma non propriamente innovativo, Pietro Bracci fu il caratteristico rappresentante dell'ottimo livello raggiunto dalla scuola romana del XVIII secolo, che proseguiva nella linea barocca di Gian Lorenzo Bernini temprandone il dinamismo nella solenne ed eclettica compostezza derivata dagli insegnamenti pittorici di Carlo Maratta.
Scultore acclamato nel suo tempo, viene denigrato dai critici dopo l'avvento della nuova realtà politica seguita alla dominazione francese. 
Colpevole di aver operato in un tempo, successivamente considerato decadente, viene dimenticato in Italia a favore della nuova arte che vede nel Canova e Camuccini i suoi massimi esponenti.
La sua lunga carriera si svolge a cavallo tra due stili ed egli ne è l'elemento di cerniera.
Antonio Canova muove i suoi primi passi aiutato proprio dal figlio Virginio.
Le idee illuministe che lo permeano sono poi riprese da Virginio Bracci nella costruzione della città di Servigliano, una volta Villa Clementina, unica opera realizzata in Italia di città a pianta unica secondo le moderne dottrine illuministiche.
Muore a Roma nel 1773 e viene sepolto nel Pantheon.
Il suo busto neoclassico, commissionato nel 1794 a Vincenzo Pacetti dal figlio Virginio, fu posto nel Pantheon nel 1796 (oggi nella Protomoteca capitolina).

### Curiosità
Pietro Bracci, discendente di Oddo Fortebracci, fu nonno della pittrice Faustina Bracci, moglie del triumviro della Repubblica Romana del 1849 Carlo Armellini.

## Opere

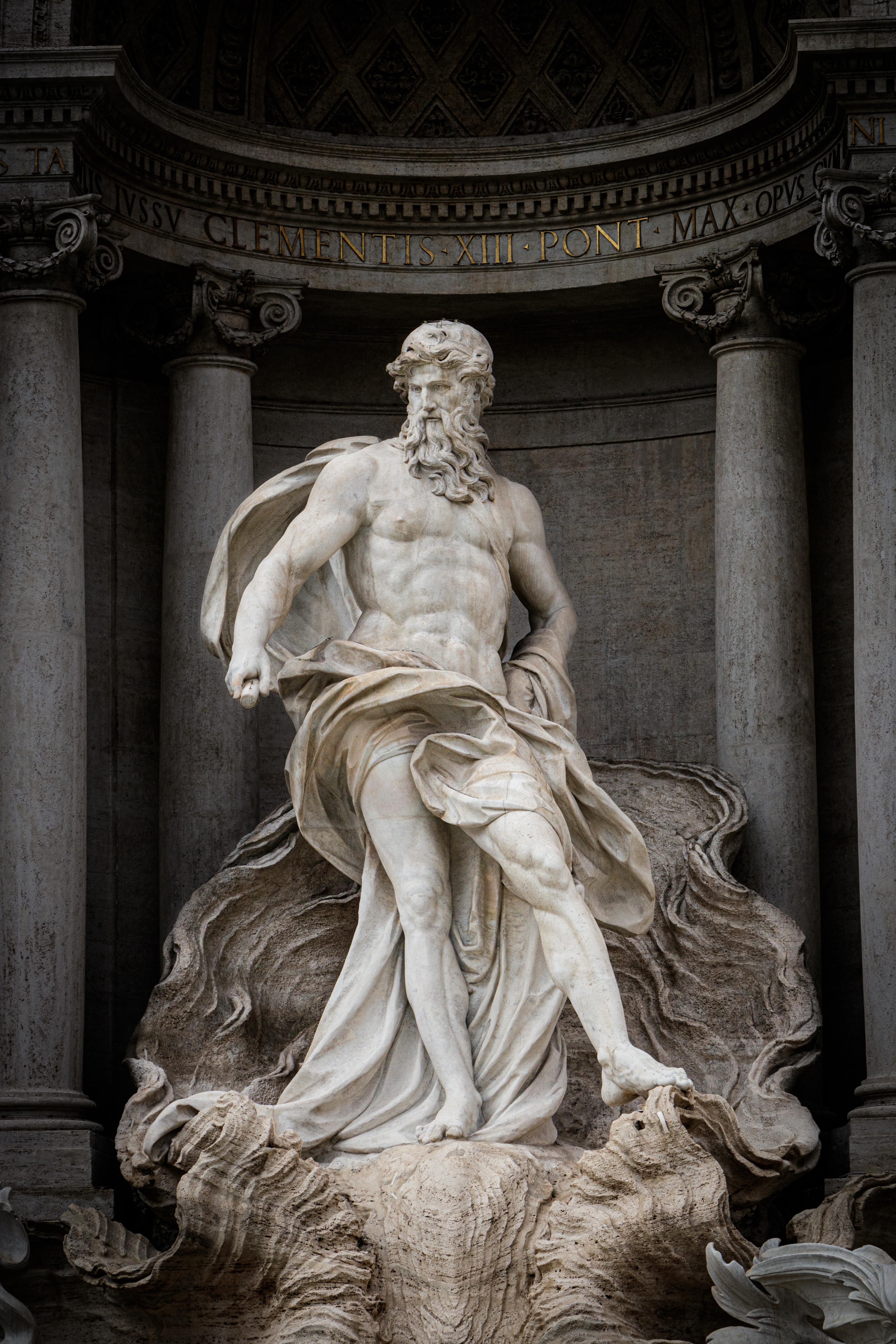
La statua di Oceano al centro della fontana di Trevi

Moltissime e di grande importanza le sue opere di cui la più nota è senza dubbio l'intero gruppo statuario, al centro della Fontana di Trevi, con la maestosa statua di Oceano (altezza 6 metri) alla guida del cocchio a forma di conchiglia, trainato dai cavalli alati con code di pesce, uno iroso e l'altro placido (rappresentanti il mare calmo e agitato), frenati e guidati da due tritoni; le statue laterali della Salubrità e dell'Abbondanza sono invece di Filippo della Valle. La fontana di Trevi voluta da Papa Clemente XII era stata progettata circa trent'anni prima da Nicola Salvi nel 1731 e viene affidata al Bracci nel 1759, dopo la morte del Salvi (1751), e dopo la breve parentesi dell'incarico a Giuseppe Pannini. La fontana fu ultimata nel 1762. Influenzato dalle idee illuministiche francesi, Bracci reinterpreta i primi bozzetti eseguiti da Giovanni Battista Maini, per realizzare l'opera. Molte le simbolizzazioni allegoriche (mito del carro e dell'auriga). 
La fontana è universalmente riconosciuta quale capolavoro dell'architettura tardobarocca. È la mostra dell'Acquedotto Vergine e poiché costruita in epoca più tarda alle altre fontane romane doveva superarle tutte in grandiosità.
Tra le opere più apprezzabili è la statua di Clemente XII (Lorenzo Corsini) posta a Ravenna il 12 aprile 1738, in cui Bracci imprime un profondo carattere al volto e una vigorosissima disposizione decorativa della figura.

La statua, che forse era destinata alla tomba del Papa nella cappella Corsini della Basilica di San Giovanni in Laterano, fu collocata in Piazza Maggiore (ora del Popolo) a Ravenna, poi fu più volte spostata prima col governo napoleonico, poi con l'unità d'Italia. Ora si trova in un chiostro del complesso benedettino della Basilica di San Vitale, sede del Museo nazionale di Ravenna.

### Elenco delle opere
- busto di Benedetto XIII, Basilica di Santa Maria Maggiore (1725)
- busti marmorei del Cardinal Fabrizio Paolucci e di Papa Innocenzo XII, Basilica dei Santi Giovanni e Paolo nel (1725)
- Fama alata che regge un ritratto in bassorilievo, chiesa di S. Marcello (1727)
- putti marmorei, Chiesa di San Marcello al Corso, che era restaurata dal Vanvitelli
- due statue di San Pietro Nolasco e San Felice di Valois per la basilica di Mafra, in Portogallo (1730)
- bassorilievo con Sant'Andrea Corsini, cappella di Clemente XII in Laterano (1732)
- statua della Religione della tomba di Benedetto XIII, Basilica di Santa Maria sopra Minerva (1737)
- restauro dell'arco di Costantino, al quale aggiunse una statua di Barbaro, le teste di altri sette barbari, otto Teste di Costantino, e altre quattro teste mancanti (1732)
- restauro dell'Antinoo Capitolino (1738)
- statua di Clemente XII forse destinata alla tomba del Papa fu posta in Piazza Maggiore (ora del Popolo) a Ravenna - ora in un chiostro del complesso benedettino di San Vitale sede del Museo nazionale di Ravenna (1738)
- statua di Clemente XII fusa in bronzo e collocata nel salone del Campidoglio (1739 - distrutta nel 1798)
- monumento al Cardinal Innico Caracciolo, Cattedrale di Aversa (1738)
- monumento funebre alla regina Maria Clementina Sobieska, nipote di Giovanni III Sobieski re di Polonia e moglie di Giacomo Francesco Edoardo Stuart re d'Inghilterra nella Basilica di San Pietro, su disegno dell'architetto Filippo Barigioni (1739)
- statua dell'Assunta per l'altar maggiore del Duomo di Napoli (su disegno di Paolo Posi; 1739)
- monumento al Cardinale Giuseppe Renato Imperiali, Basilica di Sant'Agostino in Campo Marzio a Roma (1741)
- restauro di torso marmoreo ellenico trasformato in Apollo cui aggiunse testa, braccia, cosce e gambe, con cascate di panni e base con tronco, Villa Albani (1742)
- statua dell'Umiltà, Basilica di Santa Maria Maggiore (1742)
- figure monumentali di angeli nel loggiato esterno della Basilica di Santa Maria Maggiore a Roma (1743)
- monumento a Carlo Leopoldo Calcagnini, Basilica di Sant'Andrea delle Fratte (1748)
- tre colossali statue per la serie delle 39 figure di Santi fondatori degli Ordini e Congregazioni religiose poste nelle nicchie dei poderosi pilastri della navata centrale della Basilica di San Pietro: nella navata di mezzo San Vincenzo de' Paoli; nella tribuna destra san Gerolamo Emiliani; nella tribuna sinistra san Norberto (1754-1756)
- statua del monumento del cardinale Pier Luigi Carafa (1759) a Sant'Andrea delle Fratte
- altare della Cappella della Madonna del Sudore nel Duomo di Ravenna con due coppie di colonne corinzie e un elaborato timpano posti ad incorniciare l'ancona ad altorilievo (1759)
- celeberrimo gruppo con le statue del dio Oceano, dei due cavalli marini e dei due tritoni al centro della Fontana di Trevi a Roma (1759-1762)
- un progetto per un monumento non eseguito di Giacomo III Stuart nella Basilica di San Pietro (1766), realizzato poi in forma completamente diversa da Antonio Canova nel 1819
- monumento di papa Benedetto XIV nella Basilica di San Pietro (1769)

## Galleria d'immagini

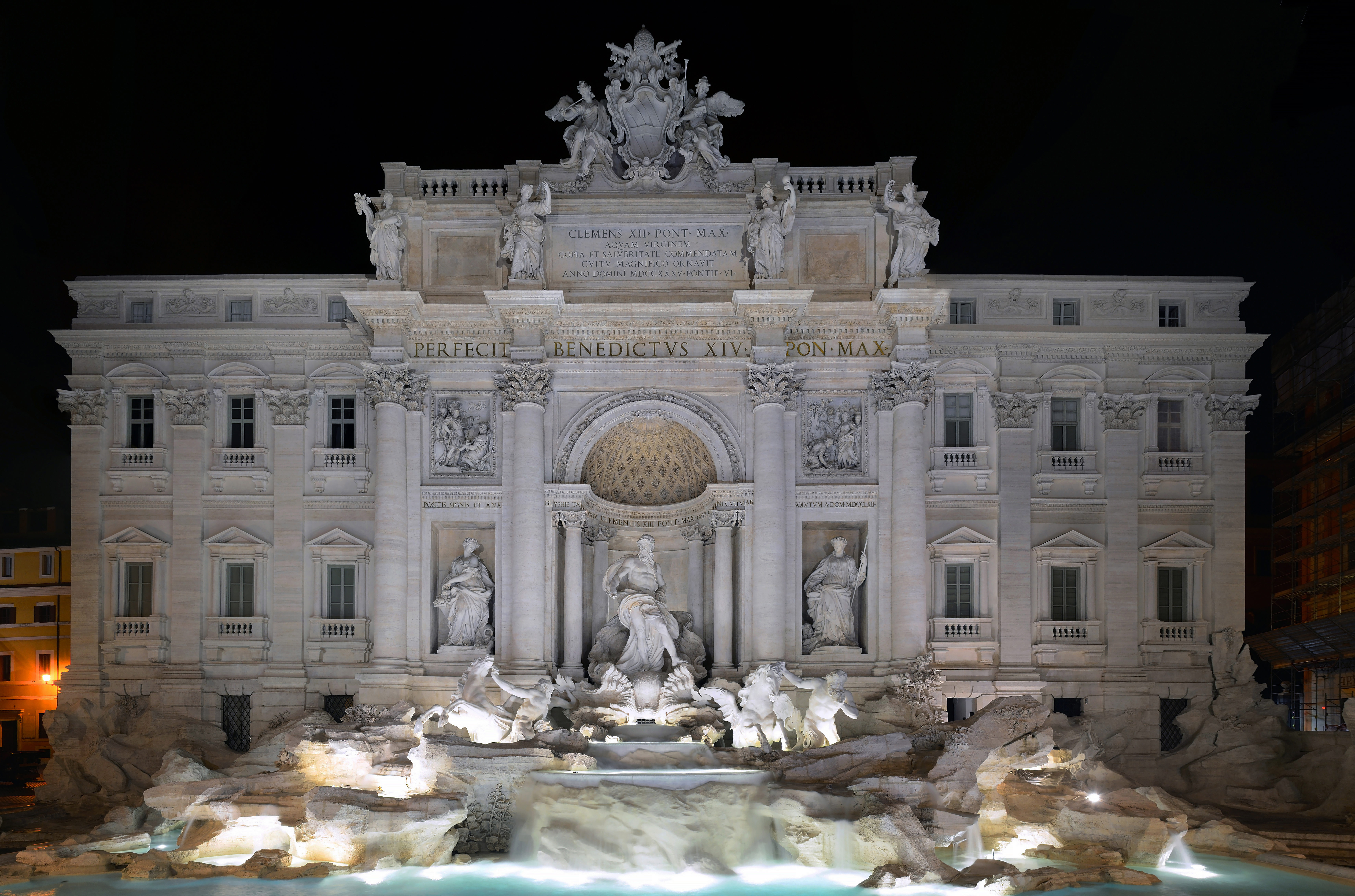
Il Nettuno o Oceano con i cavalli e i tritoni nella Fontana di Trevi (1762)
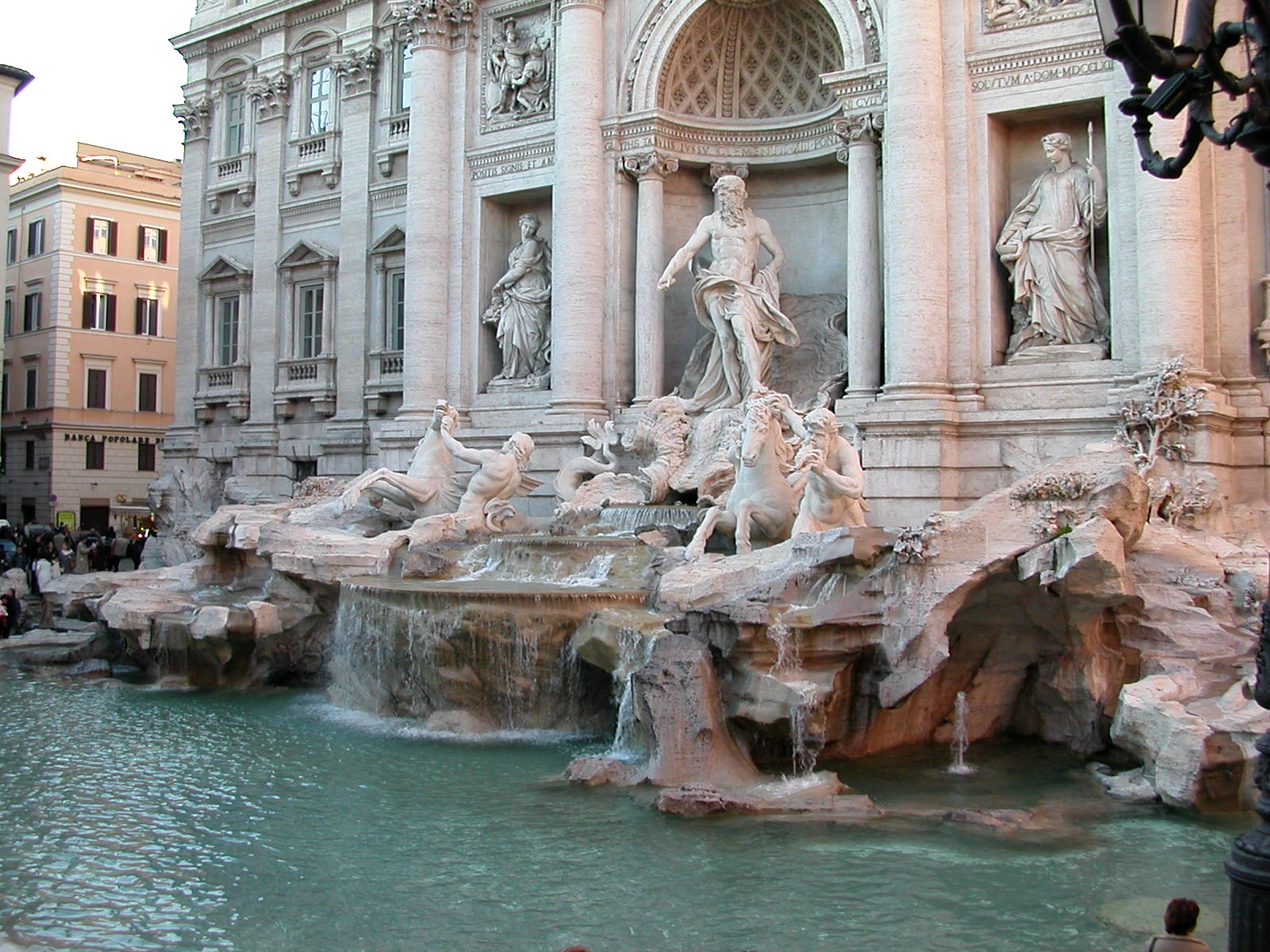
Il gruppo statuario del Bracci al centro di Fontana di Trevi (1762)
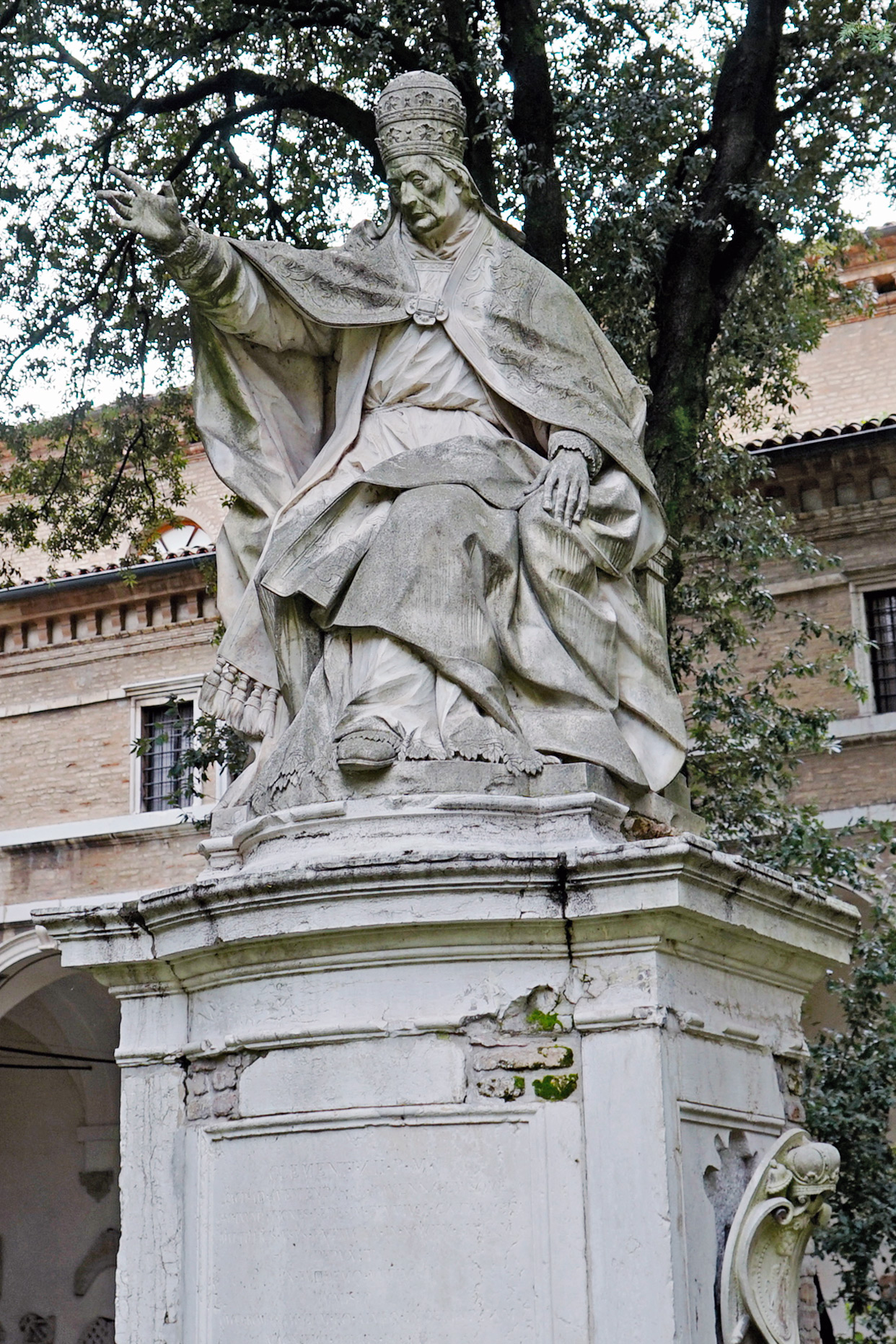
La statua di Clemente XII nel Museo nazionale di Ravenna (1738)
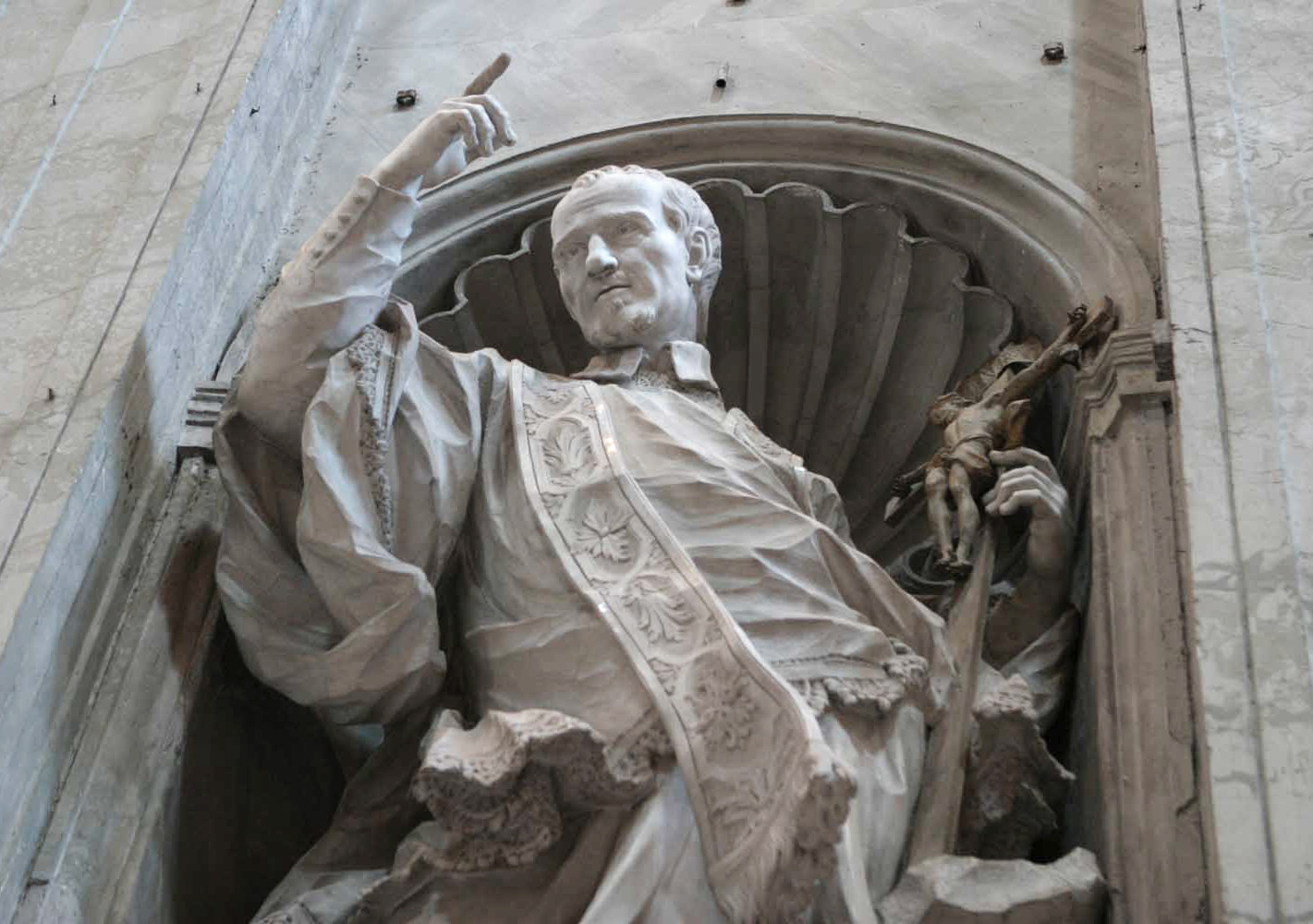
La colossale statua di San Vincenzo de' Paoli nella navata centrale della Basilica di San Pietro (1756)
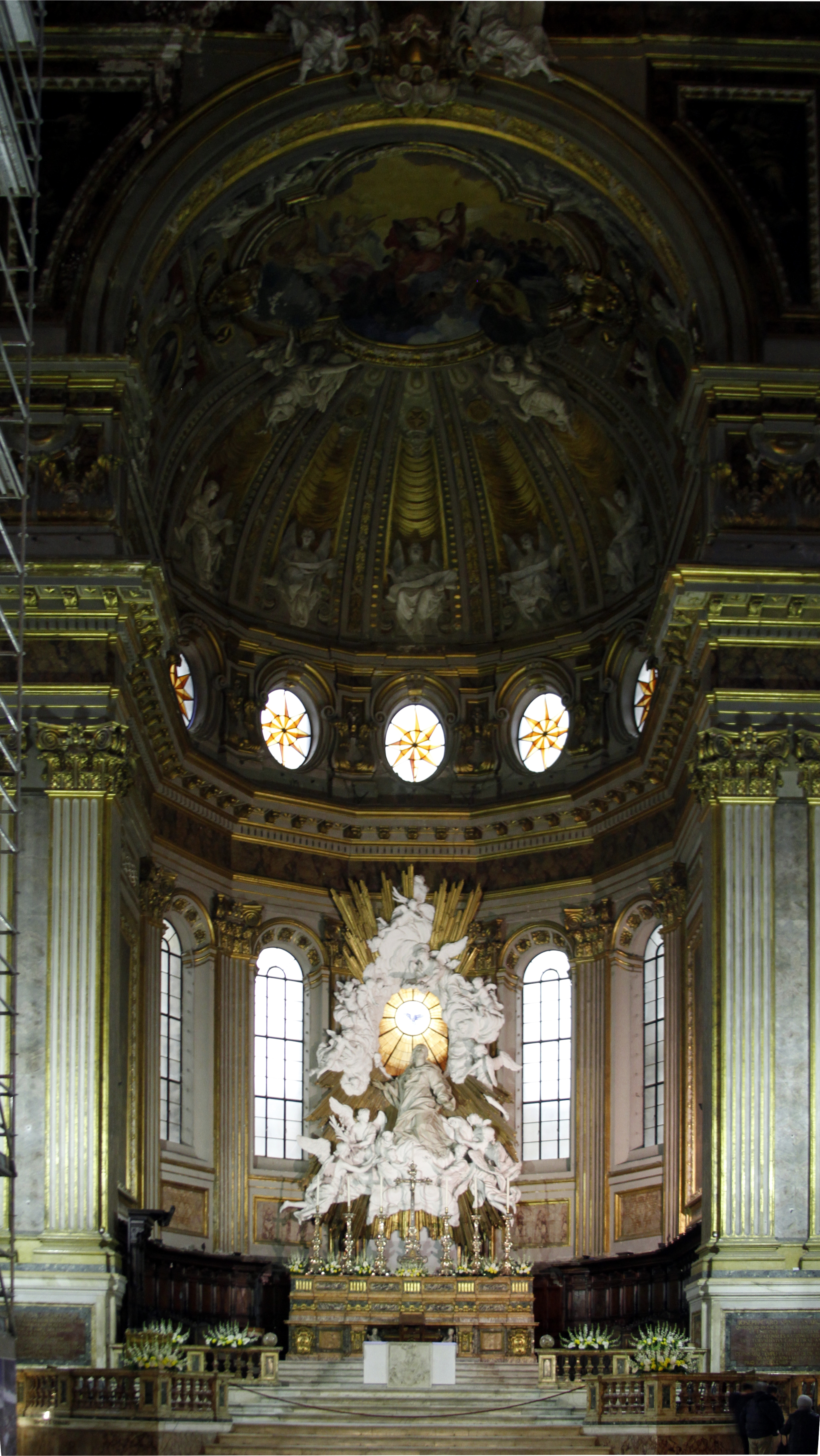
L'abside del Duomo di Napoli (P. Posi - P. Bracci) (1739)
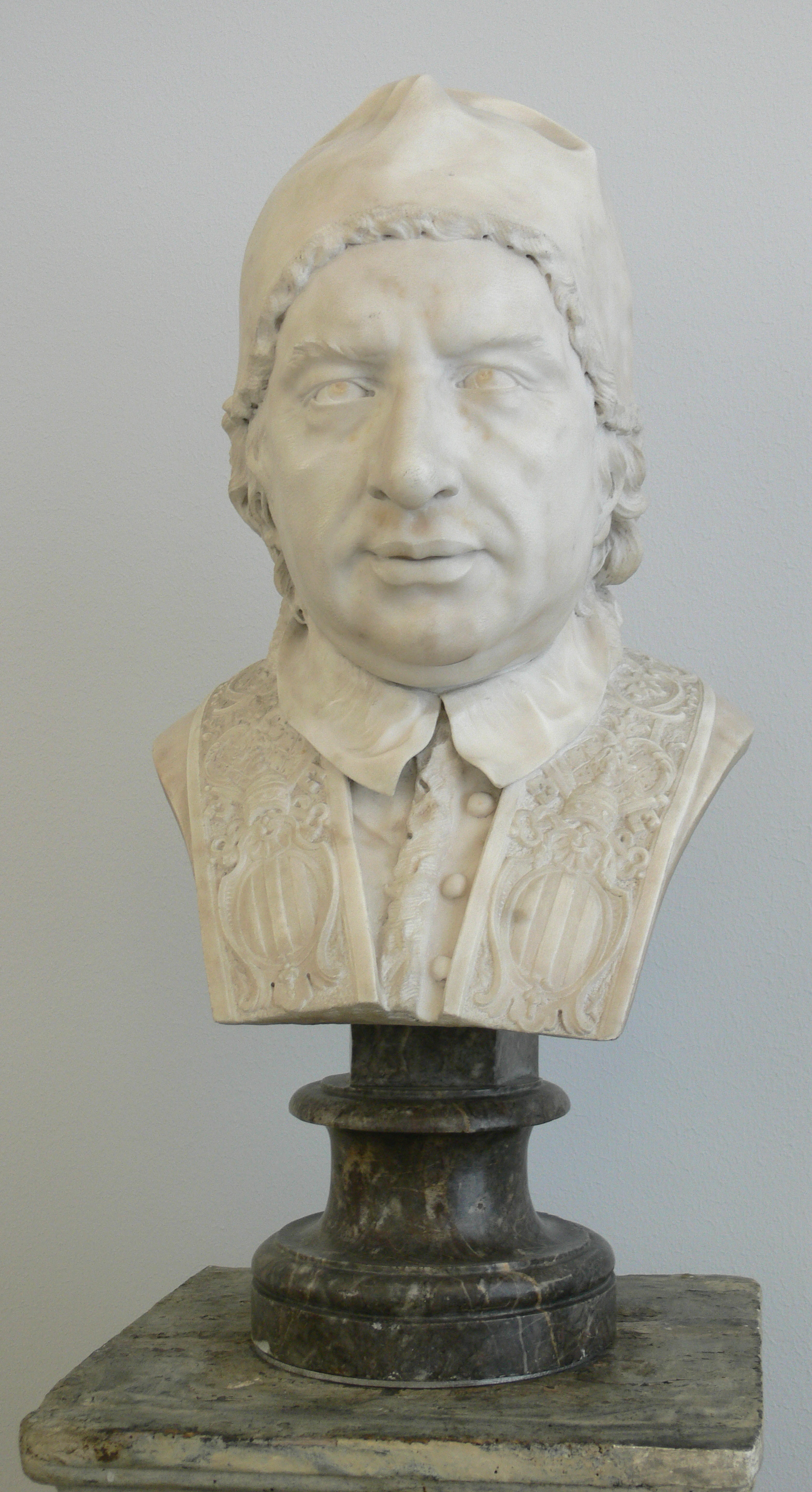
papa Benedetto XIV (P. Bracci), Bode-Museum di Berlino
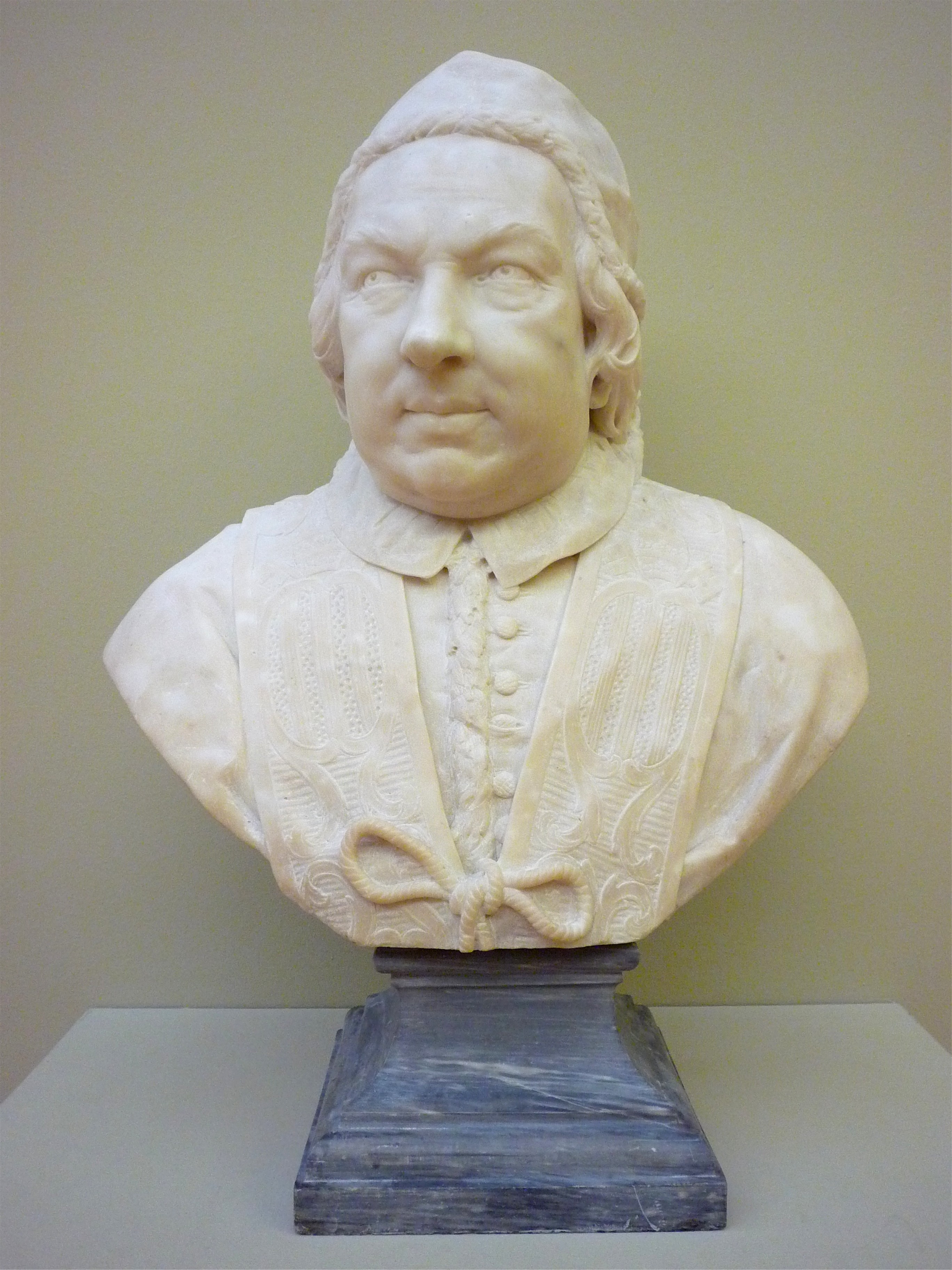
papa Benedetto XIV (P. Bracci), Museo di Grenoble

### Monografie
- Costanza Gradara Pesci, Alfieri & Lacroix (con una lettera di Corrado Ricci), Pietro Bracci. Scultore Romano 1700-1773, Milano, 1920, pp. 123, tavv. 37, cm. 17x24.
- Elisabeth Kieven e John Pinto, Pietro Bracci and eighteenth-century Rome: drawings for architecture and sculpture in the Canadian Centre for Architecture and other collections, Centre canadien d'architecture, University Park, Pennsylvania, 2001,  p. 392, ISBN 0-271-02008-3.

### Articoli, saggi, contributi
- Giuseppe Cantarelli, Ergendosi nella Piazza di Ravenna la statua del beatissimo padre papa Clemente XII. Componimenti degli accademici informi consecrati alla santità sua dal Senato e popolo di essa città in dimostrazione di osseqiosissima gratitudine, Accademia degli Informi, Ravenna 1738.
- Kurt von Domarus, Pietro Bracci: Beiträge zur römischen Kunstgeschichte des XVIII. Jahrhunderts, Strassburg, J.H.E. Heitz, 1915.
- Roma nell'Anno MDCCCXXXVIII: Parte Prima Moderna, di Antonio Nibby, Tip. delle Belle Arti, Roma 1839 - pp. 783.
- Costanza Gradara Pesci, Il diario dello scultore Pietro Bracci, in Rassegna d'arte antica e moderna, XV, 1915, pp. 242–252
- Aldo De Rinaldis, Catalogo della Galleria Borghese in Roma, G. Bardi, 1950.
- Valentino Martinelli e Carlo Pietrangeli, La Promoteca Capitolina, Edito dalla ripartizione x Antichità e belle arti del Comune di Roma, 1955.
- Silla Zamboni, Pietro Bracci : il modello per il monumento di Benedetto XIV, in Arte antica e moderna 1964, pp. 211–218.
- Ugo Grazioso e Domenico Ambrasi, Guida del duomo di Napoli, Tip. Laurenziana, 1967.
- Hugh Honour, BRACCI, Pietro, in Dizionario biografico degli italiani, vol. 13, Roma, Istituto dell'Enciclopedia Italiana, 1971,  pp. 620-623. URL consultato il 22 gennaio 2022.
- Robert Enggass, Early eighteenth-century sculpture in Rom: an illustrated catalogue reisonné, Pennsylvania State University Press, Londra, 1976, pp. 20, 316, 358, 359-360, 361, 363, 364.
- Enzo Bentivoglio, I progetti del XIX secolo per S. Cecilia in Trastevere: motivi delle trasformazioni e nuovi dati sulla Basilica del IX secolo, 1972, pp. 97, 114, 133-140.
- Ercole Scerbo, Fontan de Trevi: arte, storia, curiosità folclore: biografia fragorosa e dolcemente dissoluta di un monumento emblematico della Roma moderna, I Dioscuri, 1980.
- Umberto Foschi, Don Isidoro Giuliani, Alfredo Roncuzzi, Una statua fuori posto: riportiamo la statua di Clemente XII nella Piazza del Popolo a Ravenna, La piè: rassegna di illustrazione romagnola, 1997, A.66, n.5 (sett.-ott. 1997), pp. 199–205.
- Bruce Boucher, Italian Baroque Sculpture, Thames & Hudson, World of Art, Londra 1998, pp. 126–224.
- Patrizio Pensabene, Parte superiore dell'Arco: composizione strutturale e classificazione dei marmi, Arco di Costantino (1998), pp. 139–156.
- Patrizio Pensabene, Arco di Costantino tra archeologia e archeometria, C. Panella, 1999, pp. 150, 190, 196, 200
- Daniele Casalino, La Basilica di San Pietro in Vaticano, Le Lettere, 1999.
- Virgilio Noè, Le Tombe e i monumenti funebri dei papi nella Basilica di San Pietro in Vaticano, Franco Cosimo Panini, 2000
- Elisa Debenedetti, Sculture romane del Settecento, Bonsignori, Roma 2003.
- Vinattieri, Sulle tracce del primo Neoclassicismo. Il viaggio del principe ereditario Friedrich Christian di Sassonia in Italia (1738-1740), Wiebke Fastenrath, zeitenblicke 2.3, 2003.
- Rosella Carloni, Pietro Bracci, Francesco Antonio Franzoni, Vincenzo Pacetti: questioni di committenza e di attribuzioni, in Sculture romane del Settecento, III, a cura di E. Debenedetti, Roma 2003, pp. 201–231.
- Cristina Ruggero, Pietro Bracci, Busto del cardinale Fabrizio Paolucci, in La Porpora Romana: ritrattistica cardinalizia a Roma dal Rinascimento al Novecento, Gangemi, 2006.
- Rita Randolfi, Lante accanto al Teatro Valle-Capranica: Breccioli, Vanvitelli, Mauro Fontana, Virginio e Pietro Bracci; progetti, perizie, disegni, in Collezionisti, disegnatori e teorici dal Barocco al Neoclassico, 2009,  263–280.
- Pietro Bracci e la protezione degli Orsini dal monumento a Benedetto XIII al monumento a Benedetto XIV, in Paragone, Parte arte, n. 94, 2010,  53-70, ISSN 1120-4737 (WC · ACNP).
- Susanna Canepa, La fama del Cardinale Giuseppe Renato Imperiali (1651-1737), in La Casana, n. 4, Genova, Gruppo Banca Carige, 2011.